# Otto II. von Zutphen
Otto II. von Zutphen, genannt der Reiche (* um 1050; † 1113) war ab 1063 Herr und später Graf von Zutphen sowie Vogt von Corvey. Er war der Sohn von Gottschalk, Graf von Twente und Zutphen, und Adelheid, der Tochter Ludolf von Brauweilers.
Mit dem Tod seines Vaters erhielt sein älterer Bruder das väterliche Erbe, während ihm Zutphen aus dem mütterlichen Erbe zufiel. Die Schenkungen, die er vielen kirchlichen Einrichtungen machte, sowie der Wiederaufbau der abgebrannten Kirche St. Walburga in Zutphen brachten ihm den Beinamen der Reiche ein. In einer Urkunde von 1101 wird er erstmals als Graf von Zutphen bezeichnet.

## Nachkommen
Aus einer ersten Ehe mit einer unbekannten Frau hatte er eine Tochter, Adelheid, die mit Egbert von Saarbrücken verheiratet wurde.
Seine zweite Ehe schloss er mit Judith († 1118), Tochter von Ludwig I., Graf von Arnstein; Kinder aus dieser Ehe waren:
- Heinrich I. († 1122) Graf von Zutphen
- Rupert; heiratete Ermentrudis
- Ermengarde von Zutphen († 1138), Gräfin von Zutphen, sie heiratete
  - (I) Gerhard II., Graf von Geldern und Wassenberg, † um 1131
  - (II) Konrad II., Graf von Luxemburg, † 1136
- Dietrich, Bischof von Münster 1118–1127
- Gebhard
- Judith, heiratete Hermann I. von Ravensberg.